# Franco Clivio
Franco Clivio (Cremona, 5 novembre 1935 – Torino, 1º luglio 2016) è stato un paroliere e scrittore italiano.

## Biografia
Nel 1946 si trasferisce a Torino per frequentare la facoltà di farmacia; dopo la laurea inizierà a lavorare, e aprirà una farmacia in via Cernaia a Torino in cui lavorerà anche dopo aver intrapreso l'attività artistica.
Alla fine degli anni '50 entra in contatto con l'ambiente musicale torinese, in particolare con il Maestro Achille Ovale, e nel decennio successivo scrive i testi di canzoni per artisti come Vasso Ovale o The Rogers, partecipando come autore a manifestazioni come il Cantagiro e Canzonissima e trasmissioni televisive come Settevoci.
Nel decennio successivo partecipa a Un disco per l'estate 1971 con L'amore, l'amore, presentata da Gioia Mariani e a Un disco per l'estate 1974 con Fai tornare il sole, scritta insieme a Cristiano Malgioglio e interpretata da La Strana Società.
A partire dal 1995 ha pubblicato alcuni libri di costume e di storia dello spettacolo.
Sposato, è padre di due figli.
Alla Siae risultano depositate a suo nome 50 canzoni.

## Le principali canzoni scritte da Franco Clivio
| Anno | Titolo                       | Autori del testo                                      | Autori della musica             | Interpreti e incisioni   |
| ---- | ---------------------------- | ----------------------------------------------------- | ------------------------------- | ------------------------ |
| 1965 | Più non sbaglierò            | Franco Clivio                                         | Achille Ovale                   | Vasso Ovale              |
| 1966 | Un amore grande              | Franco Clivio                                         | Achille Ovale                   | Vasso Ovale              |
| 1966 | Tutti hanno una ragazza      | Franco Clivio e Renato Scala                          | Achille Ovale                   | Vasso Ovale              |
| 1968 | Come un giocatore            | Franco Clivio e Renato Scala                          | Turi Golino e Antonio Simonetti | Lino Ré                  |
| 1968 | Nessuno in questo mondo      | Franco Clivio e Renato Scala                          | Turi Golino e Antonio Simonetti | Lino Ré                  |
| 1968 | Innamorato (come un ragazzo) | Franco Clivio                                         | Achille Ovale                   | Vasso Ovale              |
| 1968 | La ragazza che amo           | Franco Clivio                                         | Achille Ovale                   | Vasso Ovale              |
| 1970 | Il naufrago                  | Franco Clivio e Giorgio Seren Gay                     | Mario Scrivano                  | Mario Scrivano           |
| 1971 | L'amore, l'amore             | Franco Clivio e Luciana Medini                        | Mario Mellier e Franco Zauli    | Gioia Mariani            |
| 1971 | Se fossi tua madre           | Franco Clivio e Luciana Medini                        | Mario Mellier e Franco Zauli    | Gioia Mariani e Angelica |
| 1971 | A casa mia                   | Franco Clivio e Luciana Medini                        | Mario Mellier e Franco Zauli    | Carlo Gigli e the Tramps |
| 1971 | Un cuscino pieno di lacrime  | Franco Clivio e Luciana Medini                        | Mario Mellier e Franco Zauli    | Carlo Gigli e the Tramps |
| 1971 | Il mio amore per Jusy        | Franco Clivio, Giorgio e Domenico Serengay            | Mario Scrivano e Franco Zauli   | Franco Tozzi             |
| 1973 | Fai tornare il sole          | Franco Clivio, Cristiano Malgioglio, e Roberto Lipari | Vic Nocera e Achille Ovale      | La Strana Società        |
| 1975 | Lungo i prati                | Franco Clivio e Roberto Lipari                        | Vic Nocera e Achille Ovale      | Nico dei Gabbiani        |
| 1976 | Disco Summer                 | Franco Clivio                                         | Vic Nocera e Achille Ovale      | Classe Unica             |
| 1976 | Tutto bene                   | Franco Clivio e Vic Nocera                            | Vic Nocera e Achille Ovale      | Vasso Ovale              |
| 1977 | Avevi freddo                 | Franco Clivio                                         | Vic Nocera e Achille Ovale      | Classe Unica             |
| 1981 | Spazio                       | Franco Clivio e Vic Nocera                            | Achille Ovale e Bernestin       | Alexander Cervino        |

## Libri pubblicati
- 1995: Sole che sorgi. Fasci e sfasci di vita italiana, edizioni Fogola, Torino
- 1998: Pippo non lo sa. Note dall'Italia una e in...divisa, Daniela Piazza editore, Torino
- 2000: Accendo la tua radio per favor..."Qui Radio Torino", edizioni Angolo Manzoni, Torino
- 2004: Nati con la camicia, editrice Il Punto, Torino
- 2000: Non dimenticar le mie parole. Canzoni "sempreverdi" nell'archivio della memoria, edizioni Angolo Manzoni, Torino